# Crossota
Genre
Crossota est un genre de trachyméduses (hydrozoaires) de la famille des Rhopalonematidae.

## Liste d'espèces
Selon World Register of Marine Species (31 mars 2016), Crossota comprend les espèces suivantes :
- Crossota alba Bigelow, 1913
- Crossota brunnea Vanhöffen, 1902
- Crossota millsae Thuesen, 2003
- Crossota norvegica Vanhöffen, 1902

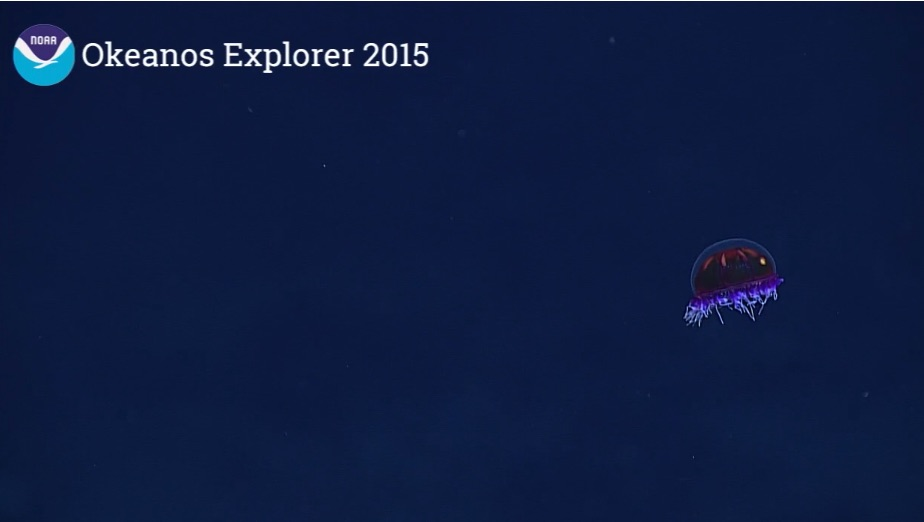
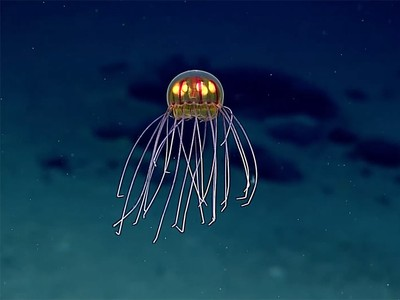

- Crossota rufobrunnea Kramp, 1913